# Imogolite
L'imogolite (simbolo IMA: Imo) è un raro minerale appartenente alla famiglia dei "silicati" con composizione chimica Al2SiO3(OH)4.
Strutturalmente appartiene ai fillosilicati.

## Etimologia e storia
Il minerale prende il nome da imogo, il termine giapponese che significa "cenere vulcanica vetrosa", di colore giallo-brunastro, tipica del Giappone in cui il minerale è stato trovato la prima volta da Yoshinaga e Aomine nel 1962.

## Classificazione
La classica nona edizione della sistematica dei minerali di Strunz, aggiornata dall'Associazione Mineralogica Internazionale (IMA) fino al 2009, elenca l'imogolite nella classe "9. Silicati (germanati)" e nella sottoclasse "9.E Fillosilicati"; questa è più finemente suddivisa in base alla struttura cristallina del minerale, in modo tale da trovare l'imogolite nella sezione "9.ED Fillosilicati con strati di caolinite composti di reti di tetraedri e ottaedri" dove forma il sistema nº 9.ED.20 insieme a crisocolla, allofane e neotocite.
Tale classificazione rimane invariata anche nell'edizione successiva, proseguita dal database "mindat.org" e chiamata Classificazione Strunz-mindat.
Nella Sistematica dei lapis (Lapis-Systematik) di Stefan Weiß l'imogolite si trova nella classe dei "silicati" e nella sottoclasse dei "fillosilicati"; qui è nella sezione dei "silicati stratificati simili alla mica con elementi costitutivi [Si4O10] e strutture correlate" dove forma il sistema nº VIII/H.26 insieme ad allofane, odinite, hisingerite e neotocite.
Anche la classificazione dei minerali secondo Dana, utilizzata principalmente nel mondo anglosassone, elenca l'imogolite nella famiglia dei "silicati"; qui è nella classe dei "minerali fillosilicati" e nella sottoclasse dei "fillosilicati: strati di anelli a sei elementi con strati 1:1" dove forma il sistema n 71.01.05 insieme ad allofane, crisotilo, hisingerite e neotocite.

## Abito cristallino
Analizzata al microscopio elettronico a trasmissione presenta una struttura fibrosa. L'imogolite è un minerale paracristallino: ciò significa che cristallizza in un'unica direzione formando lunghe strutture simili a filamenti o fibre che possono essere lunghe fino a 1 µm mentre il diametro esterno non è superiore a 2 nm.
La struttura dei filamenti è tubolare con i tetraedri di nesosilicati che formano lo strato interno del tubo rivestito da elementi di idrossialluminio (gibbsite). La struttura filamentosa conferisce all'imogolite un'elevata superficie che, unita allo strato esterno di gibbsite, spiega l'elevata capacità di adsorbimento verso gli anioni. Questa proprietà dell'imogolite (presente in misura minore nell'allofane) spiega la proprietà degli spodosuoli di fissare il fosforo dei fertilizzanti rendendolo indisponibile alle colture.

## Origine e giacitura
L'imogolite è stata trovata nei terreni derivati da ceneri vulcaniche; qui è in paragenesi con allofane, quarzo, cristobalite, gibbsite, vermiculite e limonite.
L'imogolite è un minerale raro ed è stato trovato solo in poche località: Uemura nella prefettura di Kumamoto, che è la sua località tipo, e anche nelle prefetture di Gunma e di Tochigi, tutte in Giappone; nella miniera di "Guoshan" nello Xiamen (Cina); nei pressi di Bandung (Indonesia); Kisarawi (in Tanzania); sull'isola di Maui (Hawaii, Stati Uniti).
Ritrovamenti di imogolite anche in Canada, Nuova Zelanda, Scozia.

## Forma in cui si presenta in natura
L'imogolite si presenta come particelle microscopiche filiformi e fasci sottili, ciascuno di circa 20 Å di diametro.
Il minerale, da trasparente a traslucido, ha lucentezza vitrea, resinosa e grassa di colore bianco, blu, verde, marrone o nero. Il colore del suo striscio è bianco.